# Чорномаз Роман Богданович
Рома́н Богда́нович Чорнома́з (11 травня 1976, Умань — 13 червня 2023, Курдюмівка) — український журналіст та фотокореспондент, учасник російсько-української війни.

## Біографія

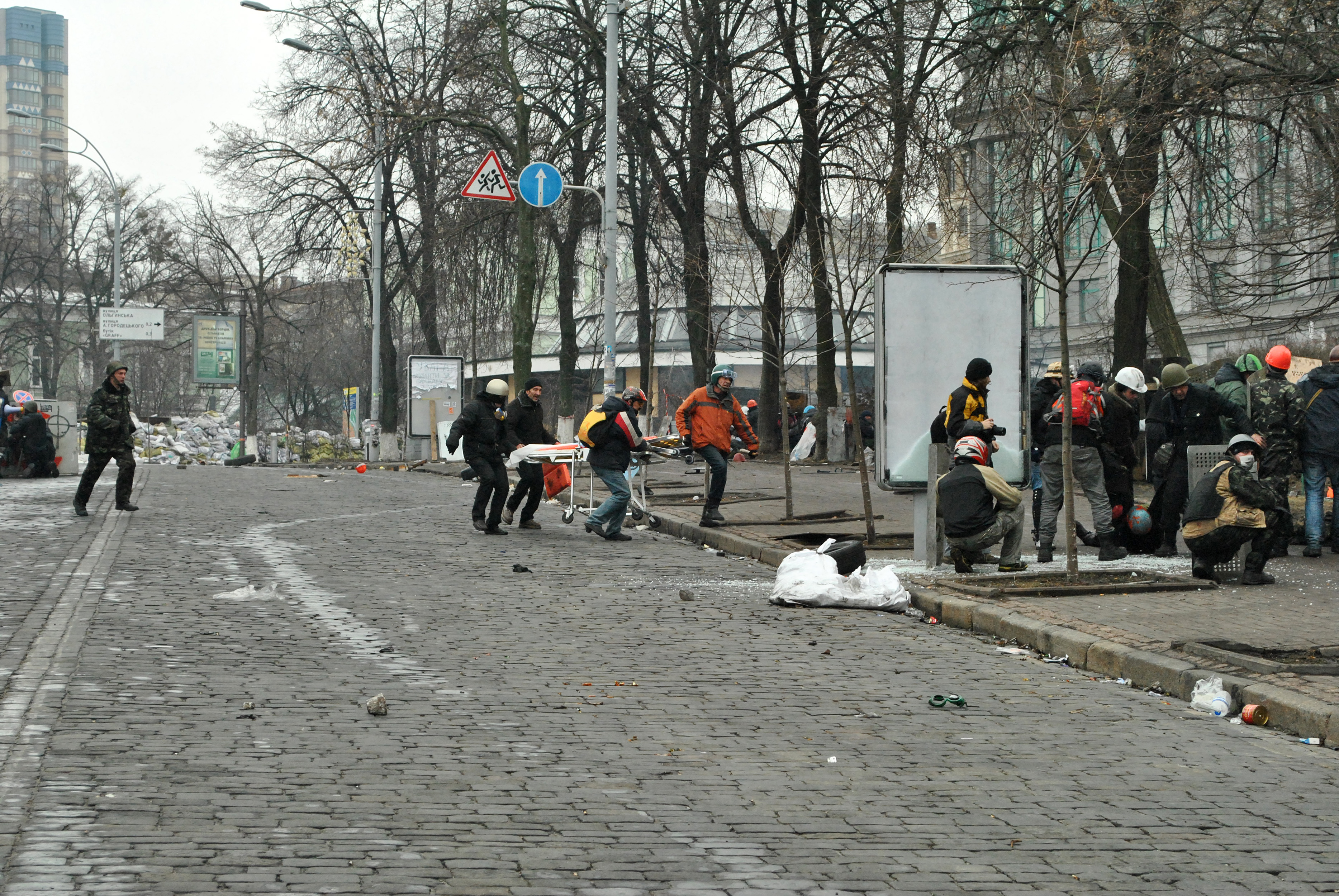
Революція Гідности — 20.02.2014 Розстріли на Інститутській. Під сітілайтом у жовто-чорній куртці фотограф Роман Чорномаз

Роман народився 11 травня 1976 року в Умані. Батько Романа — Богдан Чорномаз — український історик, дисидент і в'язень радянських концтаборів, письменник і громадський діяч, член Української Гельсінської Спілки. Мати — Тетяна Чорномаз — активістка, багато років очолювала Черкаську обласну організацію «Свободи», нині волонтерка, яка допомагає ЗСУ.
Зазначимо, що 20 лютого 2014 року Чорномаз зафіксував на камеру масові розстріли на Інститутській.
|  | Роман багато років працював у Києві журналістом і фотокореспондентом у багатьох столичних інформагенціях, ми часто зустрічалися на зйомках. Багатолітній український активіст, захисник української мови, учасник всіх українських акцій у столиці, учасник Мовного майдану та Революції Гідності. Роман також був борцем за нашу Автокефальну Українську Православну Церкву. Він верстав легендарну газети «Наша віра», яку видавав Євген Сверстюк», – написав пресофіцер 112 Бригади територіальної оборони міста Києва Андрій Ковальов. |

Від першого дня війни Роман став снайпером і приєднався до батальйону «Свобода». Воював у лавах бригади швидкого реагування Національної гвардії України «Рубіж».
Захисник воював, зокрема, в Сєвєродонецьку та під Бахмутом. Був на ротації, після чого повернувся до виконання завдань на напрямках найзапекліших боїв.
Загинув 13 червня 2023 року поблизу населеного пункту Курдюмівка Бахмутського району Донецької області.
Похований із почестями 31 серпня 2023 року в Умані.
Нагороджений орденом За мужність III ступеня посмертно 

## Родина
- Чорномаз Богдан Данилович (1948—2021) — батько
- Тетяна Чорномаз — мати